# Donna Lewis
Donna Lewis (Cardiff, 6 agosto 1973) è una cantante e musicista gallese.

## Biografia
È conosciuta in modo particolare per il singolo I Love You Always Forever (1996), brano che ha raggiunto le posizioni più alte delle classifiche europee, statunitensi e australiane.
In At the Beginning (per la colonna sonora del film Anastasia, 1997) ha collaborato con Richard Marx.
Ha pubblicato i primi due album per la Atlantic Records, mentre in seguito ha pubblicato in maniera indipendente.
Nel 1997 ha ricevuto la candidatura ai BRIT Awards come "miglior artista femminile britannica".

## Discografia

### Album
- 1996 - Now in a Minute (Atlantic)
- 1998 - Blue Planet (Atlantic)
- 2002 - Be Still (Peruzzi Music)
- 2008 - In the Pink (Peruzzi Music)
- 2015 - Brand New Day (Palmetto)

### Singoli
- 1996 - I Love You Always Forever
- 1996 - Without Love
- 1997 - Mother
- 1997 - Fool's Paradise
- 1997 - Love & Affection
- 1997 - At The Beginning (con Richard Marx)
- 1998 - I Could Be The One
- 1998 - Love Him
- 1999 - Falling
- 2007 - Shout
- 2008 - You To Me
- 2012 - Always It's You
- 2020 - Summertime

Come artista ospite
- 2012 - You & I (Project 46 & Dubvision ft. Donna Lewis)
- 2013 - I'll Be There (Koishii & Hush featuring Donna Lewis)

## Premi e riconoscimenti
Candidature
- BRIT Awards
- 1997 - candidatura al miglior artista solista femminile britannica.[2]